# Switch-Reference
In der Linguistik ist Switch-Reference (auf Deutsch etwa: „Umschaltung der Referenz“) ein morphologisches Merkmal von Verben in manchen Sprachen, das zur anaphorischen Verknüpfung von Teilsätzen („clauses“) dient. Genauer gesagt zeigt ein Switch-Reference-Marker an, ob das Subjekt eines Verbs übereinstimmt mit bzw. verschieden ist vom Subjekt eines anderen Verbs. Neben der Kennzeichnung von Subjektgleichheit und -ungleichheit können Switch-Reference-Marker auch direkt oder indirekt andere Informationen über die Beziehung zwischen den beiden Teilsätzen anzeigen, ähnlich wie koordinierende Konjunktionen.
Die grundlegende Unterscheidung, die ein Switch-Reference-System vornimmt, betrifft die Frage, ob der folgende Teilsatz dasselbe Subjekt („same subject“ = SS) oder ein anderes Subjekt („different subject“ = DS) hat. Im Rahmen der Switch-Reference wird 'Subjekt' definiert wie für Sprachen mit einer Nominativ-Akkusativ-Ausrichtung („nominative-accusative alignment“): Ein Subjekt ist das einzige Argument eines intransitiven Satzes oder das Agens eines transitiven Satzes. Dies gilt sogar für Sprachen mit einem hohen Grad an Ergativität. SS und DS können jedoch auch verwendet werden, um andere Relationen außer der des Nominativ-Subjektes zum Ausdruck zu bringen, und Sprachen mit reichen Switch-Reference-Systemen können dabei auch andere grammatische Relationen anzeigen.

## Beispiele für Switch-Reference-Systeme
Das Washo in Kalifornien und Nevada (isolierte Sprache) zeigt ein solches Switch-Reference-System. Wenn das Subjekt eines Verbs und das des folgenden gleich sind, dann nimmt das Verb keinen Switch-Reference-Marker an. Wenn jedoch das Subjekt eines Verbs von dem des folgenden verschieden ist, dann erhält das Verb den DS-Marker -š:
| yá·saʔ                                                                   | duléʔšugi                 | yá·saʔ | gedumbéc̓edášaʔi         |
| again                                                                    | he.is.reaching.toward.him | again  | he.is.going.to.poke.him |
| „Again he is reaching toward him, again he will poke him“ (same subject) |                           |        |                         |

| mémluyi                                         | -š                 | lémehi       |
| you.eat                                         | -DIFFERENT.SUBJECT | I.will.drink |
| „If you eat, I will drink“ (different subjects) |                    |              |

Neben dem Ausdruck der Gleichheit bzw. Ungleichheit von Subjekten in aufeinanderfolgenden Sätzen (sequentielle Markierung) können manche Switch-Reference-Systeme auch Verben mit Bezug auf einen fokussierten Teilsatz innerhalb eines Satzes markieren (gewöhnlich der letzte Teilsatz), ungeachtet ob der Fokus-Teilsatz dem markierten Teilsatz folgt oder nicht. Sequentielle Verben mit gleichen Subjekten können daher DS-Marker annehmen, wenn ihre Subjekte von dem des Fokus-Teilsatzes abweichen. Diese Form von Switch-Reference wird (in diesem Rahmen) als Fokus-Markierung bezeichnet und soll im Kashaya (Pomo-Sprachen) existieren.

## Zusätzliche Unterscheidungen
SS und DS können manchmal auch mit dem entgegengesetzten Subjekt verwendet werden. Zum Beispiel in Fällen, wo das Subjekt des folgenden Teilsatzes von dem des vorhergehenden verschieden ist, aber die Ereignisse, die von den Teilsätzen beschrieben werden, eng miteinander gekoppelt sind, kann stattdessen der SS-Marker zur Anwendung kommen. Umgekehrt können DS-Marker verwendet werden, wo das eigentliche Subjekt übereinstimmt, wenn diese Teilsätze unverbundene Ereignisse beschreiben. Die SS- bzw. DS-Markierung wird also nicht nur für gemeinsame Subjekte verwendet, sondern auch, um die Kontinuität oder Diskontinuität von Ereignissen zu beschreiben.
Manche Sprachen kennzeichnen die interklausale Beziehung in ihrem Switch-Reference-System explizit. Kâte, eine Huon-Sprache in Neuguinea, hat vier Switch-Reference-Marker, bei denen SS bzw. DS mit der Unterscheidung von Aufeinanderfolge bzw. Überlappung der Ereignisse in den Teilsätzen kreuzklassifiziert sind.
Ein komplexeres System, das sich im nördlichen oder Tundra-Jukagirischen findet, unterteilt sowohl SS als auch DS in szenensetzende („scene-setting“) und neutrale Formen, wobei die ersteren anzeigen, dass das  durch den markierten Teilsatz beschriebene Ereignis außerhalb der Reichweite des Ereignisses im folgenden Teilsatz liegt, und die letzteren keine solche Unterscheidung vornehmen. Die SS-Formen werden weiter in privative Formen untergliedert, die anzeigen, ob die Verbindung zwischen den Ereignissen in den Teilsätzen entgegen der Erwartung stattfindet; in perfektive Formen, die anzeigen, dass das Ereignis im folgenden Teilsatz nach dem im markierten Teilsatz auftritt; in imperfektive Formen, die anzeigen, dass die Ereignisse in den Teilsätzen gleichzeitig auftreten, und die darüber hinaus als thematisch miteinander verbunden bzw. als Teil desselben Ereignisses spezifiziert werden können.
Andere komplexe Systeme kann man z. B. in der Pano-Sprache Cashinahua finden, die über zehn Marker verfügt, die unvollendete, überlappende bzw. vollendete Ereignisse kennzeichnen sowie Ereignisse, die eine Folge von vorhergehenden Ereignissen abschließen, all dies in Ergänzung zur Kennzeichnung der beteiligten Subjekte; außerdem in der karibischen Sprache Panare, welche die Relation zwischen Teilsätzen als Ursache, Bewegung, Zweck oder Ergebnis spezifizieren kann.
Solche Switch-Reference-Systeme übernehmen zusätzliche Funktionen, die andere Sprachen durch den Gebrauch von Konjunktionen verwirklichen.

## Eigenschaften von Sprachen mit Switch-Reference
Sprachen, die sich durch Switch-Reference auszeichnen, haben oft einen reduzierten oder modifizierten Begriff des syntaktischen Drehpunkts (engl. pivot): Es gibt wenige Beschränkungen hinsichtlich der Arten von Rollen, die in koordinierten Propositionen auftreten können oder ausgelassen werden können, und „pivots“ können besser als pragmatische oder semantische Rollen ausgedrückt werden anstatt als grammatische Rollen. Sprachen mit Switch-Reference machen dann unter Umständen weniger Gebrauch von Diathesen wie Passiv und Antipassiv, um die Informationsstruktur von Sätzen zu handhaben (vgl. unter Aktiv und Passiv im Deutschen #Textfunktionen des Aktivs und Passivs).